# Liber Eliensis

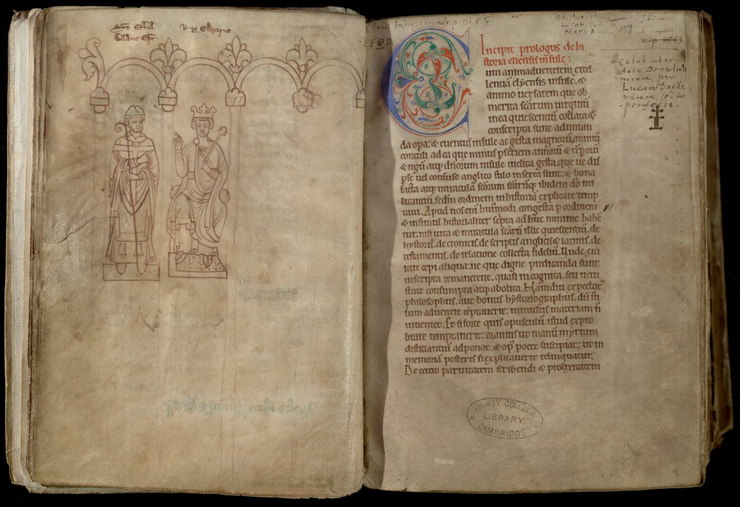
Zwei Seiten des Liber Eliensis (Trinity College, Cambridge)

Der Liber Eliensis (auch Historia Eliensis; dt.: Buch von Ely bzw. Geschichte von Ely) ist ein Werk, welches die Geschichte des Klosters Ely von der Gründung um das Jahr 673 bis ins ausgehende 12. Jahrhundert, als es verfasst wurde, in lateinischer Sprache beschreibt.
Die These, dass es sich bei dem Autor um die Mönche Richard und/oder Thomas handelt, wird als sehr unwahrscheinlich nicht mehr vertreten. Vermutlich konnte der Schreiber sein Werk nicht vollenden. Die letzten 25 Kapitel des dritten Buches weichen stilistisch ab und wirken, als seien sie von einem anderen Autor hinzugefügt worden.
Neben der Geschichte von Ely Abbey und Erzählungen aus dem Leben der Klostergründerin und ersten Äbtissin Æthelthryth (St. Audrey) und anderen Heiligen, gibt das Buch Einblick in Sozialstruktur, Kultur, Wunderglauben und religiösen Kult des Mittelalters. Der Autor konnte bei der Abfassung des Buches im 12. Jahrhundert auf ältere Hagiographien, Dokumente und Urkunden zurückgreifen. Inhaltlich wird es von „modernen“ Historikern dennoch mit einer gewissen Skepsis gesehen.